# Pasquale Gravina
Pasquale Gravina, född 1 maj 1970 i Campobasso, är en italiensk före detta volleybollspelare. Gravina blev olympisk silvermedaljör i volleyboll vid sommarspelen 1996 i Atlanta.